# Русский драматический театр (Якутск)
Государственный академический Русский драматический театр им. А. С. Пушкина — первый и старейший театр в Якутии. Театр расположен в г. Якутске, пр. Ленина, 21.
В 1980 году Русский театр был награждён Орденом «Знак Почёта», в 1998 году получил статус академического, а в 1999 году ему присвоено имя А. С. Пушкина.

## История
О любительских спектаклях на далёкой Лене было известно ещё в 1833 году из книги Н. С. Щукина «Поездка в Якутск» (Петербург, изд. 1-е. 1833).
В 1863 году в Якутске образовался кружок любителей музыки и литературы.
Летом 1890 года в честь прибытия в Якутск иркутского генерал-губернатора А.Горемыкина актёры любительского театра устроили спектакль «Сорванец» по пьесе В. Крылова.
10 мая 1891 года был утвержден устав кружка любителей музыки и литературы и начата — эта дата считается днем рождения любительского Русского драматического театра в Якутии.
Постоянную сценическую деятельность театр начал с премьеры спектакля «На бойком месте» по пьесе А. Островского, которая состоялась 12 апреля 1892 года. К началу 20 века на сцене было поставлено более 10 спектаклей-премьер.
10 июня 1920 года театр был национализирован. Свой очередной зимний сезон театр открыл 15 сентября 1920 года пьесой М. Горького «На дне».
В 1950-е — 1960-е годы в театре начинали работать будущие народные артисты РСФСР Н. А. Константинова и В. Д. Антонов.
В 1992 году на базе Русского театра в столице республики был открыт Якутский филиал Школы-студии им. В. И. Немировича-Данченко при МХАТ им. А. П. Чехова.
В 1999 году театр получил имя А. С. Пушкина, в честь этого события в сквере театра был установлен бронзовый бюст работы скульптора Г. Орехова.

## Репертуар
Русская и мировая классика занимает ведущее место в афише театра.
В разное время на сцене шли спектакли по пьесам Л. Толстого, А. Островского, Ф. Достоевского, У. Шекспира, Ф. Шиллера, Ж.-Б. Мольера, Лопе де Вега и др.
Во время Великой Отечественной войны театр поддерживал в людях веру в победу над фашизмом, в торжество добра и света («Полководец Суворов» И. В. Бахтерева и А. В. Разумовского, «Давным-давно», «Русские люди», «Нашествие» и т. д.).
В послевоенные годы отзвуки войны ещё долго сохраняли спектакли «Молодая гвардия», «Константин Заслонов», «Под золотым орлом». В этот период впервые на сцене Русского театра была поставлена пьеса якутского автора, Народного писателя Якутии Д. К. Сивцева — Суорун Омоллоона «Айал». В это же время впервые на Севере театр познакомил якутских зрителей с произведением Т. Уильямса «Орфей спускается в ад».
В 1990-е годы в репертуаре театра: А. Островский, А. Чехов, Н. Гоголь, М. Булгаков, А. Толстой, У. Шекспир, Д. Голсуорси, Ю. О’Нил, Д. Сэлинджер, С. Лобозёров, А. Дударев, А. Галин и др.